# کلوآن / رنگل–سن الیاس / گلیشر بی / تاتشینشینی-آلسک
کلوآن / رنگل–سن الیاس / خلیج گلیشر / تاتشینشینی-آلسک یک سامانه پارک بین‌المللی است که در کانادا و ایالات متحده آمریکا، در مرز یوکان، آلاسکا و بریتیش کلمبیا قرار دارد.
این منطقه در سال ۱۹۹۴ به دلیل چشم‌اندازهای دیدنی یخچالی و میدان یخی و همچنین به دلیل اهمیت زیستگاه خرس گریزلی، گوزن شمالی و گوسفند دال، به عنوان میراث جهانی یونسکو اعلام شد. مساحت کل این سایت ۹۸۳۹۱٫۲۱ کیلومتر مربع (۳۷۹۸۹٫۰۶ مایل مربع) است که کمی کوچک‌تر از کشور کره جنوبی با مساحت ۱۰۰۳۳۹ کیلومتر مربع (۳۸۷۴۱ مایل مربع) می‌باشد.
این منطقه دارای تعدادی از جاذبه‌های زمین‌شناسی برجسته است، از جمله بزرگ‌ترین میدان یخی غیرقطبی جهان؛ بزرگ‌ترین یخچال جلوی کوهستانی جهان، یخچال مالاسپینا؛ بلندترین یخچال دره‌ای داخلی جهان، یخچال نابسنا؛ و همچنین بلندترین قله کانادا و دومین قله بلند آمریکای شمالی، کوه لوگن با ارتفاع ۵٬۹۵۹ متر (۱۹٬۵۵۱ فوت).

## سیستم پارک
سیستم بین‌المللی شامل پارک‌هایی است که در دو کشور و سه منطقه‌ی اداری قرار دارند:
پارک ملی و ذخیره‌گاه کلوآن (کانادا)
پارک و منطقه حفاظت شده ملی رنگل–سن الیاس (ایالات متحده)
پارک و منطقه حفاظت شده ملی خلیج گلیشر (ایالات متحده)
پارک استانی تاتشینشینی-آلسک (پارک استانی، بریتیش کلمبیا، کانادا)